# Кузман Сотировић
Кузман Сотировић (Маврово, 16. октобар 1908 — Париз, 25. јул 1990) је био српски и југословенски фудбалер.

## Каријера
Поникао је у млађим категоријама екипе БСК, док је у сезони 1927/28. дебитовао за први тим и био најбољи стрелац у првенству Југославије са шест голова на пет утакмица. После одлази у француски Сет, за који наступа до 1932. године, а затим прелази у Монпеље. Након завршетка играчке каријере остаје да живи у Паризу, где је умро 25. јула 1990. године. Према његовој жељи, посмртни остаци су пренети у Србију, где су сахрањени на Новом гробљу у Београду.

## Репрезентација
За репрезентацију Југославије је наступао у периоду од 1928. до 1931. године, забележио је пет наступа на којима је постигао два гола. Дебитовао је 6. маја 1928. у мечу против Румуније у Београду, на Купу пријатељских земаља, који је Југославија добила са 3:1. Исте године, наступио је на Олимпијским играма у Амстердаму, играо је на мечу против Португалије који је Југославија изгубила резултатом 1:2. Свој последњи наступ је имао 4. октобра 1931. године, у мечу против Бугарске у Софији, на Балканском купу, који је Југославија изгубила са 3:2.